# NGC 246
NGC 246，也稱為骷髏星雲，是位於鯨魚座的一個行星狀星雲。在SIMBAD匯總的資料庫中，這個星雲和與它相關的恆星列在好幾個星表內。它的距離大約在1,600光年，在星雲的中心有一顆視星等12等的白矮星HIP 3678。
有一些業餘天文學家因為NGC 246中心恆星和周圍恆星場的排列，而稱它為"小精靈星雲"（"Pac-Man Nebula"）。

## 圖集

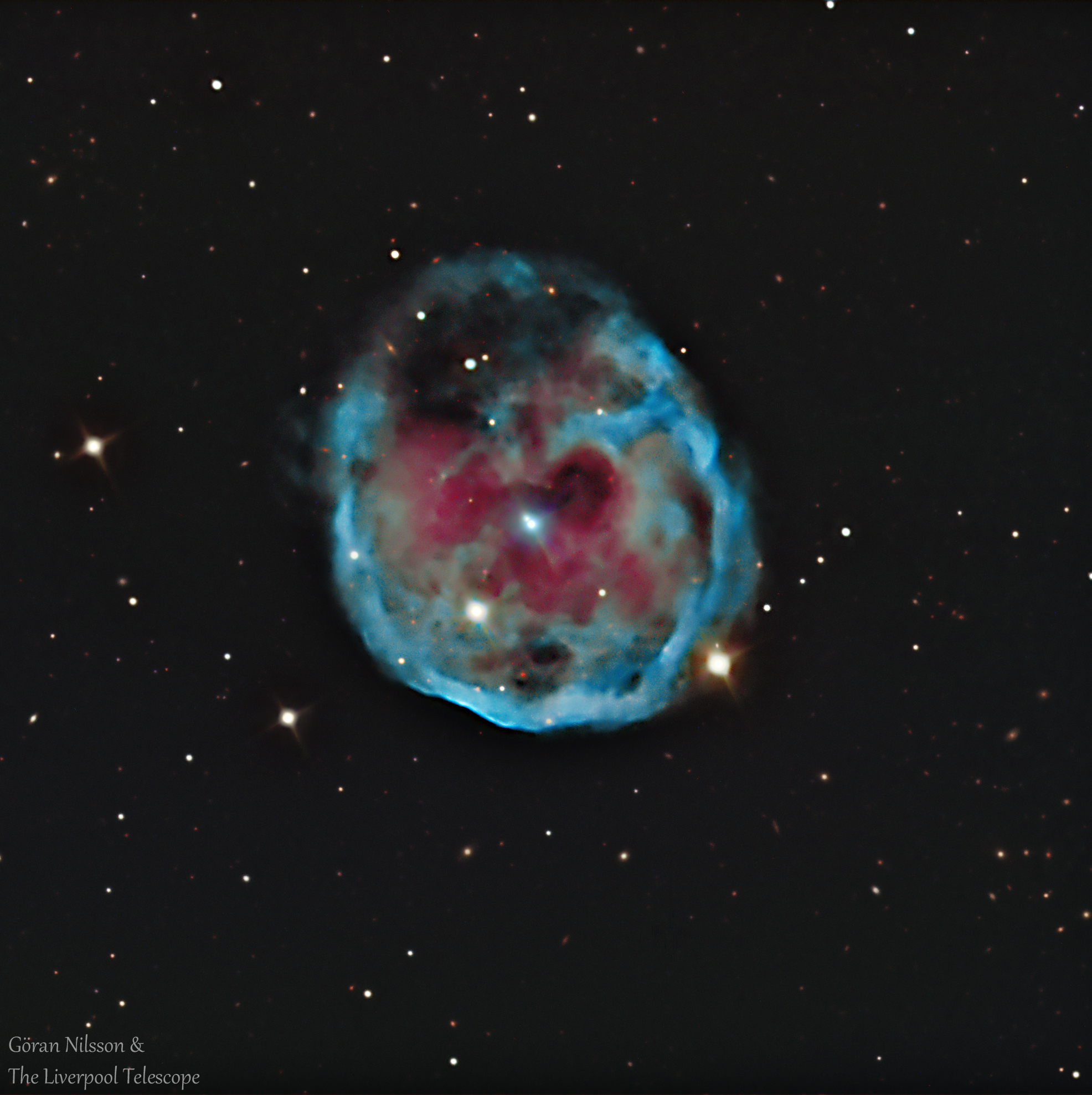
骷髏星雲（NGC 246）的HaRGB影像。資料來自Liverpool Telescope（英语：Liverpool Telescope），總曝光時間為1.1小時，經由Göran Nilsson處理成像。
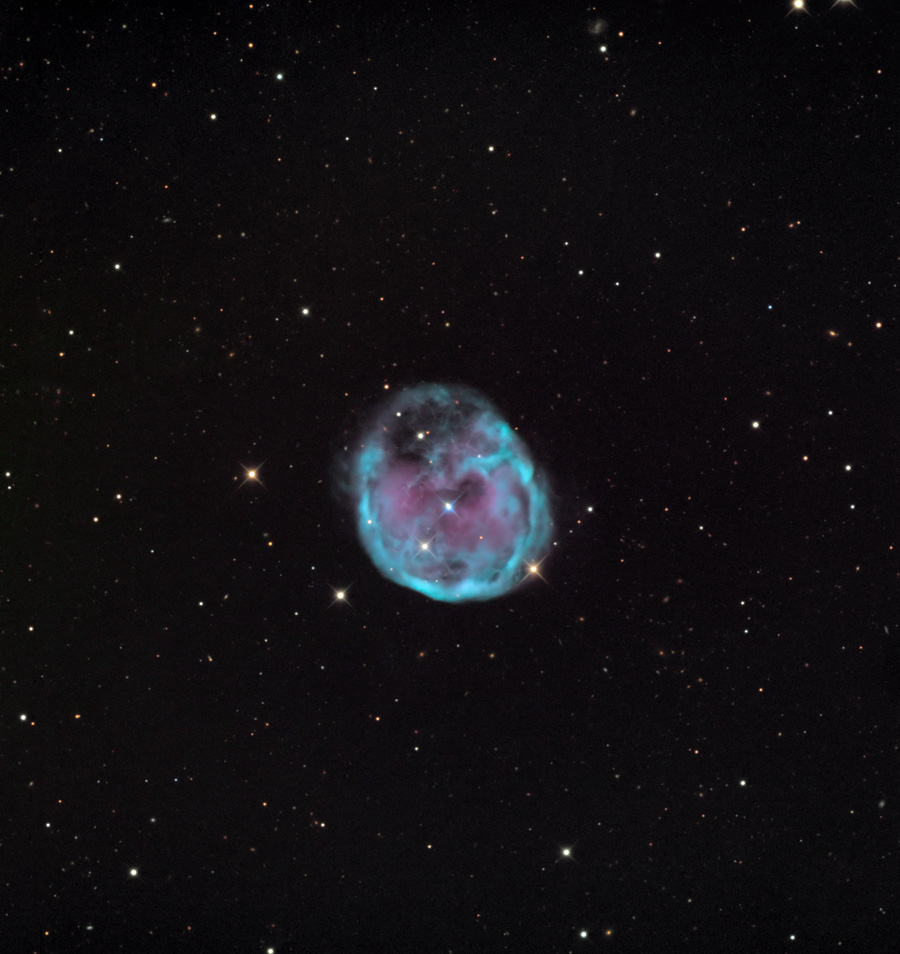
這是使用美國亞利桑那州萊蒙山頂的0.8米Schulman望遠鏡拍攝的NGC 246全色（視覺）影像。

## 外部連結
- WikiSky上关于NGC 246的内容：DSS2, SDSS, GALEX, IRAS, 氢α, X射线, 天文照片, 天图, 文章和图片

Template:Caldwell catalogue